# ليتل بادي دويل
ليتل بادي دويل (بالإنجليزية: Little Buddy Doyle)‏ هو كاتب أغاني ومغني أمريكي، (ولد في Cordova, Tennessee ‏ في الولايات المتحدة 1911 – 1960 م).

## وصلات خارجية
- ليتل بادي دويل على موقع ميوزك برينز (الإنجليزية)
- ليتل بادي دويل على موقع أول ميوزيك (الإنجليزية)
- ليتل بادي دويل على موقع ديسكوغز (الإنجليزية)